# 88-as busz (Budapest)
A budapesti 88-as jelzésű autóbusz Kelenföld vasútállomás és Budatétény vasútállomás (Campona) között közlekedik, Budaörs, Törökbálint és Diósd érintésével. A viszonylatot a MÁV Személyszállítási Zrt. üzemelteti. A nappali járatok közül ez a leghosszabb, a főváros közigazgatási határát átlépő autóbusz viszonylat.

## Története
1961. június 15-én 52Y jelzéssel ideiglenes buszjárat indult Csepelen a Tanácsház tér és a Strandfürdő között, ami 1962. augusztus 6-án a 88-as jelzést vette fel, és egy éven belül megszűnt.
1963. július 1-jén a Budaörs, MÁV-állomás és Törökbálint, Munkácsy Mihály utca között, a dél-budai HÉV Budaörs és Törökbálint közötti – autópálya-építés miatt – megszüntetett szakaszának pótlására beindított 140Y busz jelzését 88-asra módosították. 1963. december 16-ától munkaszüneti napokon csak a 41-es villamos budaörsi végállomásáig járt, majd ez a járat 1967. január 2-ától 88A jelzéssel közlekedett. 1968. augusztus 1-jén bevezették a járaton a kalauz nélküli üzemet, a jegyek vizsgálatát a buszvezető végezte. 1974. március 30-án megszűnt a 88A jelzésű betétjárat, helyette a 88-as járat teljes üzemidőben közlekedett. 1976. november 1-jén 88Y jelzésű elágazó járatot indítottak a Törökbálint, Munkácsy Mihály utca és az Újligeti lakótelep között, ez a járat 1977. január 1-jén a 188-as jelzést kapta. 1977. július 1-jén a 41-es villamos Budaörs és Kamaraerdő között megszüntetett szakaszának pótlására a 88-as járatot Budaörs vasútállomástól meghosszabbították a Kamaraerdőig. 1981-ben egy rövid ideig újra járt 88A jelzéssel busz az autópálya és Kamaraerdő között, mert felüljárót építettek. 1999. július 1-jén a BKV a Volánbusznak adta ki a vonalat alvállalkozóként. 2010. február 1-jén bevezették a vonalon az első ajtós felszállási rendet.
2014. március 29-én, az M4-es metró átadásával útvonala módosult, ettől kezdve Kamaraerdő helyett a Móricz Zsigmond körtérig járt, követési ideje viszont nem változott: csúcsidőben 15, azon kívül 30 percenként közlekedik.
Eredeti útvonalát Budaörstől Kamaraerdő felé a 287-287A járatpár szolgálja ki, mely a Budaörsi lakótelep – Kamaraerdő – Dózsa György út – Török utca – Bartók Béla út – Budatétény vasútállomás útvonalon közlekedik.
2014. április 26-án a vonal üzemeltetését a Volánbusz vette át MAN Lion’s City típusú autóbuszokkal.
2015. augusztus 31-étől a Móricz Zsigmond körtér helyett csak a Kelenföld vasútállomásig jár, melyet Törökbálinton hurokjárat jelleggel a Szent István utca – Munkácsy Mihály utca – Géza fejedelem utca – Bajcsy-Zsilinszky utca útvonalon közelít meg, illetve 88B jelzéssel új járatot is indítottak, amely a Budaörsi lakótelep érintésével közlekedik. Addigi útvonalát (Szent István utca – Kinizsi utca – Károlyi utca – Kazinczy Ferenc utca – Blaha Lujza utca – Köztársaság tér – Bajor Gizi utca) a 172-es busz szolgálja ki.
2019. május 11-étől a megszűnő 758-as busz diósdi szakaszának pótlása miatt Törökbálinttól Budatétény vasútállomásig hosszabbították, a korábbi útvonalán pedig 88A jelzéssel betétjárat indult.

## Járművek
A vonalon jelenleg MAN Lion’s City 12 CNG és Mercedes-Benz eCitaro típusú autóbuszok közlekednek.
A járaton a Volánbusz MAN Lion’s City típusú autóbuszai 2014. április 26-tól közlekednek. Korábban a BKV alvállalkozójaként a Volánbusz Mercedes-Benz Citaro C1 típusokkal, azelőtt pedig Ikarus 260 és 415 típusú buszokkal vett részt a vonal üzemeltetésében.

## Útvonala
| Budatétény vasútállomás (Campona) felé | Kelenföld vasútállomás felé |
| --- | --- |
| Kelenföld vasútállomás M vá. – Koszorúslány utca – aluljáró – Budaörsi út – Budaörs, Budapesti út – Templom tér – Szabadság út – – 8102 – Törökbálint, Tó utca – Bajor Gizi utca – Köztársaság tér – Blaha Lujza utca – Kazinczy Ferenc utca – Szent István utca – Munkácsy Mihály utca – Sváb tér – Kápolna utca – Diósdi út – Hegyalja utca – Márta utca, forduló – Hegyalja utca – Diósdi út – Yettel, forduló – Diósdi út – Diósd, Szabadság utca – Balatoni út – Sashegyi úti körforgalom – Balatoni út – Tétényi utca – Budapest, Angeli utca – Barackos út – Szakiskola utca – Ezüstgaras utca – Barackos út – Bartók Béla út – Dráva utca – Minta utca – Nagytétényi út – Budatétény vasútállomás (Campona) vá. | Budatétény vasútállomás (Campona) vá. – Nagytétényi út – Minta utca – Dráva utca – Bartók Béla út – Barackos út – Ezüstgaras utca – Szakiskola utca – Barackos út – Angeli utca – Diósd, Tétényi utca – Balatoni út – Sashegyi úti körforgalom – Balatoni út – Szabadság utca – Törökbálint, Diósdi út – Yettel, forduló – Diósdi út – Hegyalja utca – Márta utca, forduló – Hegyalja utca – Diósdi út – Kápolna utca – Sváb tér – Géza fejedelem utca – Bajcsy-Zsilinszky utca – Baross utca – Szent István utca – Munkácsy Mihály utca – Géza fejedelem utca – Bajcsy-Zsilinszky utca – Tó utca – 8102 – – Budaörs, Szabadság út – Templom tér – Budapesti út – Budapest, Budaörsi út – aluljáró – Lapu utca – autópálya-bevezető – Koszorúslány utca – Kelenföld vasútállomás M vá. |
| | |

## Megállóhelyei
Az átszállási kapcsolatok között az azonos útvonalon közlekedő 88A nincs feltüntetve, amely a Munkácsy Mihály utcáig közlekedik!
| 0                                                                                          | Kelenföld vasútállomás M végállomás          | 65 | 1, 19, 49 8E, 40, 40B, 40E, 53, 58, 87, 87A, 101B, 101E, 108E, 141, 150, 150B, 153, 154, 172, 173, 187, 188, 188E, 250, 250B, 251, 251A, 251E, 272 689, 691, 710, 712, 715, 720, 722, 724, 725, 727, 731, 732, 734, 735, 736, 760, 762, 763, 764, 767, 770, 774, 775, 778, 779, 798, 799 S10 G10 S12 S30 G30 Z30 S34 S35 S36 S40 G40 Z40 S42 Z42 G43 G44 IC, EC, EN, sebesvonat, gyorsvonat, expresszvonat, |
| 2                                                                                          | Sasadi út                                    | 64 | 8E, 40, 40B, 40E, 53, 87, 87A, 108E, 139, 140, 140A, 150, 150B, 153, 154, 172, 173, 187, 188, 188E, 240, 272 731, 764 1172, 1173, 1174, 1175, 1176, 1177, 1183, 1184, 1185, 1188, 1189, 1190, 1193, 1194, 1201, 1205, 1212, 1215, 1216, 1229, 1251, 1253, 1254, 1257, 1268 |
| 3                                                                                          | Nagyszeben út                                | ∫  | 8E, 87, 87A, 108E, 139, 140, 140A, 153, 154 |
| ∫                                                                                          | Jégvirág utca                                | 62 | 8E, 87, 87A, 108E, 139, 140, 140A, 153, 154 |
| 4                                                                                          | Gazdagréti út                                | 61 | 8E, 40, 40B, 87, 87A, 108E, 139, 140, 140A, 153, 154, 188, 240 |
| 4                                                                                          | Poprádi út                                   | 60 | 87, 87A, 140, 140A |
| 5                                                                                          | Madárhegy                                    | 59 | 40, 40B, 140, 140A, 188, 240 |
| 6                                                                                          | Rupphegyi út                                 | 58 | 40, 40B, 140, 140A, 188, 240 |
| 7                                                                                          | Felsőhatár utca                              | 58 | 40, 40B, 140, 140A, 188, 240, 289 767 |
| Budapest–Budaörs közigazgatási határa                                                      |                                              |    | |
| 8                                                                                          | Tulipán utca                                 | 57 | 40, 40B, 140, 140A, 188, 240, 289 |
| 9                                                                                          | Aradi utca                                   | 56 | 40, 40B, 140, 140A, 188, 240, 289 |
| 10                                                                                         | Templom tér                                  | 54 | 40, 40B, 140, 140A, 188, 240, 288, 289 767 |
| 11                                                                                         | Károly király utca                           | 53 | 40, 40B, 40E, 140, 140A, 188, 240, 287 |
| 12                                                                                         | Kisfaludy utca                               | 52 | 40, 40B, 40E, 140, 140A, 188, 240, 287, 288, 289 |
| 13                                                                                         | Kötő utca                                    | 51 | 40, 40B, 40E, 140, 140A, 188, 240, 287 |
| 13                                                                                         | Budaörs, városháza                           | 50 | 40, 40B, 40E, 140, 140A, 188, 188E, 240, 287 756, 767 |
| 14                                                                                         | Gimnázium                                    | 48 | 40, 40E, 140, 140A, 188, 188E, 240, 287 755, 756, 767 |
| 18                                                                                         | Alcsiki dűlő                                 | 47 | 188, 188E, 289 |
| 18                                                                                         | Lejtő utca                                   | 46 | 188, 188E |
| 19                                                                                         | Ibolya utca                                  | 45 | 188, 188E, 288 |
| 20                                                                                         | Csiki csárda                                 | 44 | 188, 188E, 288 |
| 21                                                                                         | Csiki tanya                                  | 43 | 188, 188E |
| 22                                                                                         | Gyár utca                                    | 42 | 188, 188E 767 |
| A Budaörsi Ipari és Technológiai Parkot csak Budatétény felé érinti az első hajnali járat. |                                              |    | |
| (+2)                                                                                       | Budaörsi Ipari és Technológiai Park          | ∫  | 760 |
| 25                                                                                         | Tetra Pak                                    | 41 | 760, 762 |
| 26                                                                                         | Légimentők                                   | 40 | 272 |
| Budaörs–Törökbálint közigazgatási határa                                                   |                                              |    | |
| 27                                                                                         | Törökbálint vasútállomás                     | 38 | 172, 173, 272 756 S10 S12 |
| 28                                                                                         | Kerekdomb utca                               | ∫  | 172, 173 |
| 28                                                                                         | Köztársaság tér                              | ∫  | 172, 173 756 |
| 30                                                                                         | Idősek otthona                               | ∫  | 172, 173 756 |
| 31                                                                                         | Katona József utca                           | ∫  | 173 |
| 32                                                                                         | Zrínyi utca                                  | ∫  | 173 |
| 33                                                                                         | Harangláb                                    | ∫  | 140, 140B, 172, 173, 272 755 |
| ∫                                                                                          | Vasút utca                                   | 36 | 172, 173, 272 |
| ∫                                                                                          | Jókai Mór utca                               | 35 | 172, 173, 272 |
| ∫                                                                                          | Deák Ferenc utca                             | 34 | 172, 173, 272 |
| ∫                                                                                          | Nyár utca                                    | 33 | 172, 173, 283, 286 755 |
| ∫                                                                                          | Bartók Béla utca                             | 32 | 140, 140B, 172, 173, 272 755 |
| 34                                                                                         | Munkácsy Mihály utca (hősi emlékmű)          | 31 | 140, 140B, 172, 173, 272 755 |
| ∫                                                                                          | Harangláb                                    | 30 | 140, 140B, 172, 173, 272 755 |
| ∫                                                                                          | Baross Gábor utca                            | 29 | 272 755 |
| ∫                                                                                          | Nyár utca                                    | 28 | 172, 173, 283, 286 755 |
| 35                                                                                         | Bartók Béla utca                             | ∫  | 140, 140B, 172, 173, 272 755 |
| 36                                                                                         | Diósdi út                                    | 27 | 272, 283 |
| 37                                                                                         | Liliom utca                                  | 26 | 272, 283 |
| 38                                                                                         | Márta utca                                   | 25 | 272, 283 |
| 40                                                                                         | Törökbálint, Yettel                          | 22 | |
| Törökbálint–Diósd közigazgatási határa                                                     |                                              |    | |
| 44                                                                                         | Diósd, Kaktusz utca                          | 18 | 725 |
| 46                                                                                         | Diósd, törökbálinti elágazás                 | ∫  | 13, 13A, 113 710, 712, 720, 722, 725, 727 |
| 47                                                                                         | Diósd, Sashegyi út                           | 15 | 13, 13A, 113 710, 712, 715, 720, 722, 725, 727 |
| 48                                                                                         | Diósd, Sashegyi út                           | 15 | 13, 13A, 113 710, 712, 715, 720, 722, 725, 727 |
| 49                                                                                         | Diósd, törökbálinti elágazás                 | 14 | 13, 13A, 113 710, 712, 720, 722, 725, 727 |
| Diósd–Budapest közigazgatási határa                                                        |                                              |    | |
| 50                                                                                         | Szerafin-villa                               | 12 | 13, 13A, 113 |
| 51                                                                                         | Németh-villa                                 | 11 | 13, 13A, 113 |
| 51                                                                                         | Diósdi utca                                  | 11 | 13, 13A, 113 |
| 52                                                                                         | Barackos út / Angeli utca                    | 10 | 13, 13A, 113, 113A |
| 53                                                                                         | Szakiskola utca                              | 9  | 13, 13A, 113, 113A |
| 54                                                                                         | Szilvafa utca                                | 8  | 13, 13A, 113, 113A |
| 55                                                                                         | Mátyás király utca                           | 7  | 13, 13A, 113, 113A, 213 |
| 55                                                                                         | Damjanich utca                               | 6  | 13, 13A, 113, 113A |
| 56                                                                                         | Barosstelep vasútállomás                     | 5  | 13, 13A, 113, 113A S40 S42 G43 G44 |
| 57                                                                                         | Mátra utca                                   | 4  | 13, 13A, 113, 113A |
| 57                                                                                         | I. utca                                      | 3  | 13, 13A, 101B, 113, 113A, 213, 214, 287 |
| 58                                                                                         | Rózsakert utca / Minta utca                  | 2  | 13, 13A, 101B, 101E, 113, 113A, 114, 213, 214, 287 |
| 58                                                                                         | Budatétény vasútállomás (Növény utca)        | 2  | 13, 13A, 33, 101B, 101E, 113, 113A, 114, 133E, 213, 214, 287 700 |
| 59                                                                                         | Budatétény vasútállomás (Campona) végállomás | 0  | 13, 13A, 101E, 113, 113A, 138, 150, 150B, 287 700 S40 S42 G43 G44 |